# Gare de Grenade
Ne doit pas être confondu avec Gare de Grenade (Haute-Garonne).
La gare de Grenade est située à l'ouest du centre ville de Grenade. Elle est desservie par les lignes régionales A-3, A-5 et A-6 qui relie les différentes villes d'Andalousie ainsi les trains grande ligne qui les relie à Madrid et Barcelone.

## Histoire
Gare AVE : la gare va être entièrement remaniée en attendant l'arrivée de la ligne à grande vitesse Séville-Grenade-Almeria et qui traverse toute l'Andalousie d'est en ouest. Elle aura la particularité d'accueillir deux types d'écartement de rails : international (UIC) pour l'AVE Séville-Almeria et espagnol pour les lignes régionales. 

## Service des voyageurs

### Desserte
Grandes lignes :
| Nom                  | Destination               | Matériel  |
| -------------------- | ------------------------- | --------- |
| Altaria              | Madrid-Atocha - Grenade   | Talgo VII |
| Trenhotel Gibralfaro | Barcelone-Sants - Grenade | Talgo     |

Une ligne régionale dessert la ville Andalucia Exprés  :
| Lignes | Trajet                      | Villes desservies |
| ------ | --------------------------- | --- |
| A3     | Séville - Grenade - Almería | Séville-Santa Justa - Sevilla-San Bernardo - Dos Hermanas - Marchena - Osuna - Pedrera - Antequera-Santa Ana - San Francisco de Loja - Grenade - Iznalloz - Moreda - Benalúa - Guadix - Fiñana - Gergal - Gador - Almería-Intermodal                                           |
| A5     | Algésiras - Ronda - Grenade | Algésiras - Los Barrios - San Roque-La Línea - Almoraima - Jimena de la Frontera - San Pablo - Gaucín - Cortes de la Frontera - Jimena de Líbar - Benaoján - Arriate - Ronda - Setenil - Almargen - Teba - Campillos - Bobadilla - Antequera - San Francisco de Loja - Grenade |
| A6     | Grenade - Linares-Baeza     | Grenade - Iznalloz - Moreda - Alamedilla - Cabra del Santo Cristo - Huesa - Larva - Los Propios y Cazorla - Jódar-Úbeda - Linares-Baeza |